# Junior Messias
Junior Walter Messias (* 13. Mai 1991 in Belo Horizonte) ist ein brasilianischer Fußballspieler. Der Flügelspieler steht beim CFC Genua unter Vertrag.

## Karriere
Junior Messias begann seine Spielerkarriere relativ spät in den Amateur-Ligen in Italien. Anschließend wurde er vom ehemaligen Spieler und Trainer des FC Turin Ezio Rossi entdeckt, der ihm empfahl, 2015 zum FBC Casale zu wechseln. Nach einem weiteren Wechsel gelang ihm mit der AC Gozzano 2017/18 der Aufstieg in die Serie C. Sein professionelles Serie-C-Debüt für Gozzano gab er am 23. September 2018 in einem Spiel gegen Cuneo. Sein erstes Tor auf Profiebene erzielte er am 26. September 2018 gegen Piacenza Calcio.
Am 31. Januar 2019 wurden er vom Serie-B-Klub FC Crotone verpflichtet, der ihn jedoch bis zum Ende der Saison 2018/19 als Leihspieler bei Gozzano beließ um weiter Spielpraxis zu sammeln. Er beendete bei Gozzano seine erste Profisaison mit 33 Einsätzen (32 Spiele in der Startformation) und vier Toren. In der Folgesaison gab er sein Serie-B-Debüt für Crotone am 24. August 2019 im Spiel gegen Cosenza Calcio. Er war maßgeblich an Crotones Aufstieg in die höchste italienische Spielklasse Serie A beteiligt, indem er während der gesamten Saison sechs Tore erzielte und als Teil der Mannschaft für die Serie A 2020/21 bestätigt wurde.
Sein erstes Tor in der Serie A erzielte er am 25. Oktober 2020 gegen Cagliari Calcio.
Zur Saison 2021/22 wurde Junior Messias von der AC Mailand auf Leihbasis mit anschließender Kaufoption verpflichtet. Nach dem Messias zu Beginn noch wegen eines Muskelfaserriss ausfiel, etablierte er sich im Laufe der Spielzeit immer mehr als wichtiger Teil der 1. Mannschaft und hatte somit auch einen großen Anteil am Gewinn der italienischen Meisterschaft. Zur Saison 2022/23 verpflichtete Milan Messias fest und er unterschrieb einen Vertrag bis Juni 2024.
Nachdem Milan im Sommer 2023 mehrere offensive Spieler verpflichtet hatte, wechselte Messias per Leihe mit Kaufoption für die Saison 2023/24 zum CFC Genua. Die Kaufoption wurde im Januar 2024 gezogen.

## Erfolge
AC Mailand
- Italienischer Meister: 2021/22